# 斯特金 (密蘇里州)
斯特金（英語：Sturgeon）是位於美國密蘇里州布恩縣的城市。

## 人口
根據2020年美國人口普查的數據，斯特金的面積為2.25平方千米，皆為陸地。當地共有人口907人，而人口密度為每平方千米403人。